# Кривонос Микола Якович
Микола Миколайович Кривонос (15 травня 1896, с. Долбіно, Курська губернія — 9 березня 1962, Суми) — червоноармієць Робочо-селянської Червоної Армії, учасник Німецько-радянської війни, Герой Радянського Союзу (1943).

## Життєпис
Микола Кривоніс народився 15 травня 1896 року в селі Долбіно (нині — Бєлгородський район Бєлгородської області). У 1915 році він був призваний на службу до царської армії. Брав участь у боях Першої світової війни, нагороджений Георгіївським хрестом. Після Жовтневого перевороту вступив до Робітничо-селянської червоної армії, брав участь у боях Громадянської війни в Росії. Демобілізувавшись, працював у залізничній міліції у Харкові.
На початку Німецько-радянської війни опинився в окупації, жив у селі Олексине Тростянецького району Сумської області Української РСР. У 1943 році Кривоніс повторно був призваний до армії. Закінчив курси кулеметників. З того ж року — на фронтах Німецько-радянської війни. У боях тричі був поранений.
До вересня 1943 року червоноармієць Микола Кривоніс був піднощиком патронів 838-го стрілецького полку 237-ї стрілецької дивізії 40-ї армії Воронезького фронту. Відзначився під час битви за Дніпро. Розрахунок Кривоноса, до якого також входили Григорій Шаповал та Олександр Куц, переправився через Дніпро в районі села Гребені Кагарлицького району Київської області Української РСР і взяв активну участь у боях за захоплення та утримання плацдарму на його західному березі.
Указом Президії Верховної Ради СРСР від 23 жовтня 1943 року за «мужність і відвагу, виявлені при форсуванні Дніпра», червоноармієць Микола Кривоніс був удостоєний високого звання Героя Радянського Союзу з врученням ордена Леніна та медалі «Золота Зірка».
Наприкінці 1944 року за станом здоров'я Кривоніс був демобілізований. Проживав і працював спочатку в Олексиному, пізніше переїхав до Сум. Помер 9 березня 1962 року, похований на Центральному цвинтарі Сум.
Був також нагороджений кількома медалями.